# زيل-131
زيل-131 (بالإنجليزية: ZIL-131) هي شاحنة عسكرية للأغراض العامة وزن 3.5 طن نظام قيادة 6 × 6 مصممة في الاتحاد السوفيتي بواسطة مكتب زيل . النموذج الأساسي مصمم كشاحنة بضائع عامة. النماذج الأخرى تشمل شاحنة مقطورة، شاحنة قلابة، شاحنة وقود، و 6 × 6 لسحب مقطورة ذات 4 عجلات.
تم تقديم زيل-131 في عام 1966 ؛ إنها نسخة عسكرية من زيل-130، وتتشارك الشاحنتان في العديد من المكونات. يحتوي زيل-131 6x6 على نفس المعدات مثل GAZ-66 و اورال-375D .
كان زيل-130/131 قيد الإنتاج في مصنع الشاحنات " AMUR " (مثل AMUR-531340)، مع كل من محركات البنزين والديزل، حتى عام 2012 عندما تم إغلاق AMUR وتقديم طلب الإفلاس.

## المواصفات
- تصميم المقصورة: محرك الأمامي
- عدد المقاعد (المقصورة): 3
- وزن السيارة فارغة: 6700 كلغ
- الحمولة: 5000 كجم مقطورة اضافية 5000 كجم (على الطريق)، أو 3500 كجم زائد مقطورة 4000 كلغ من الطرق الوعرة.
- التعليق: محاور صلبة بزنبركات أوراق.
- المحرك: بنزين V8 (مكربن) زيل-130.
- الإزاحة: 6960 سم مكعب (التجويف 3.94 بوصة، شطب 4.36 بوصة).
- نسبة الضغط: 6.5: 1.
- السرعة القصوى: 80 كم / ساعة.
- المكابح: جرني مع تحكم هوائي.
- مسافة الوقوف (عند 35 كم / ساعة): 40 قدم (12 م).
- الطول: 23 قدم 1 بوصة (7.04 م).
- العرض: 8 قدم 2 بوصة (2.49 م).
- الارتفاع: 8 قدم 2 بوصة (2.49 م) (المقصورة) / 9 قدم 9 بوصة (2.97 م) (جسم النقل).
- قاعدة العجلات: 10 قدم 10 بوصة (3.30 م) + 4 قدم 7 بوصة (1.40 م).
- المسار الأمامي / الخلفي: 6 قدم (1.83 م) / 5 قدم 11 بوصة (1.80 م).
- قياسات الإطارات: 12.00x20.5 .
- القدرة على المناورة: دائرة الدوران 33'5.6 "، زاوية الاقتراب 36 درجة، زاوية المغادرة 40 درجة، زاوية الصعود القصوى 31 درجة (مع 3,750 كيلوغرام (8,267 رطل) حمل)، الخلوص الأرضي 13 بوصة (330 مـم) ، تغلب على فورد 4 قدم 7 بوصة (1.40 م).
- الإطارات: 305R20.
- ضغط الإطارات: 7.1-60 رطل / بوصة مربعة (خاضعة للرقابة).
- خزانات الوقود: 2x45 جالون.
- الاقتصاد في استهلاك الوقود: 5.9 ميل لكل غالون أمريكي (40 ل/100 كـم؛ 7.1 mpg‑imp) داخل (المدينة)، من 50 إلى 100 لتر / 100 كم (عبر البلاد).
- السعر 7300 دولار إلى 8300 دولار أمريكي.
- ناقل الحركة: 5 م، صندوق نقل بسرعتين.

## المستخدمون
- أرمينيا[3][4]
- بنغلاديش
- بلغاريا
- جورجيا
- كازاخستان
- قرغيزستان
- مولدوفا[5]
- منغوليا
- بولندا
- رومانيا
- روسيا
- سوريا
- طاجيكستان
- أوكرانيا - القوات المسلحة الأوكرانية[6]
- أوزبكستان
- فيتنام
- ترانسنيستريا

### المستخدمون السابقون
- تشيكوسلوفاكيا
- ألمانيا الشرقية
- العراق
- الاتحاد السوفيتي
- يوغوسلافيا

## معرض صور

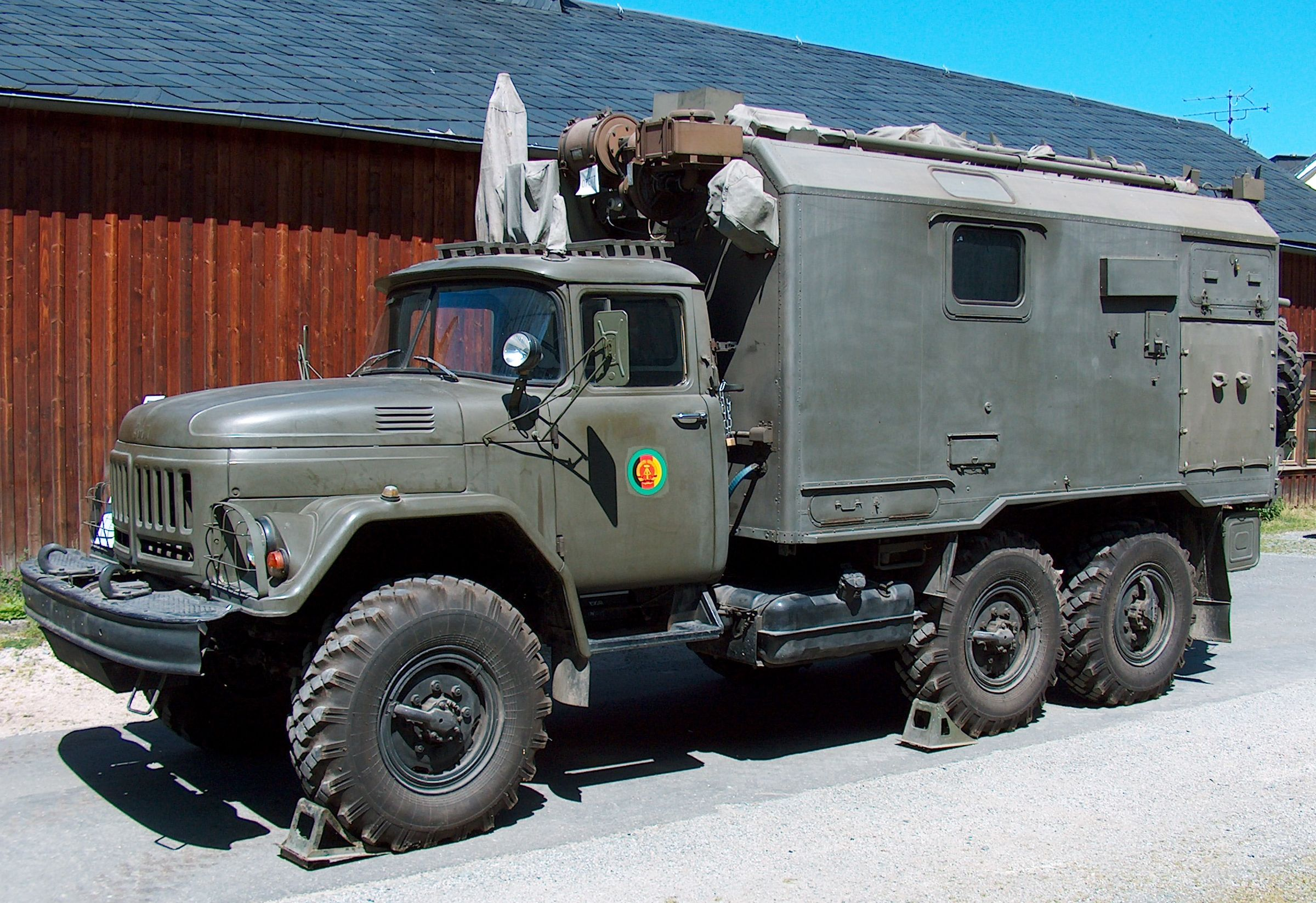
زيل-131 من منطقة حرس الحدود للجمهورية الديمقراطية الألمانية الألمانية الشرقية .
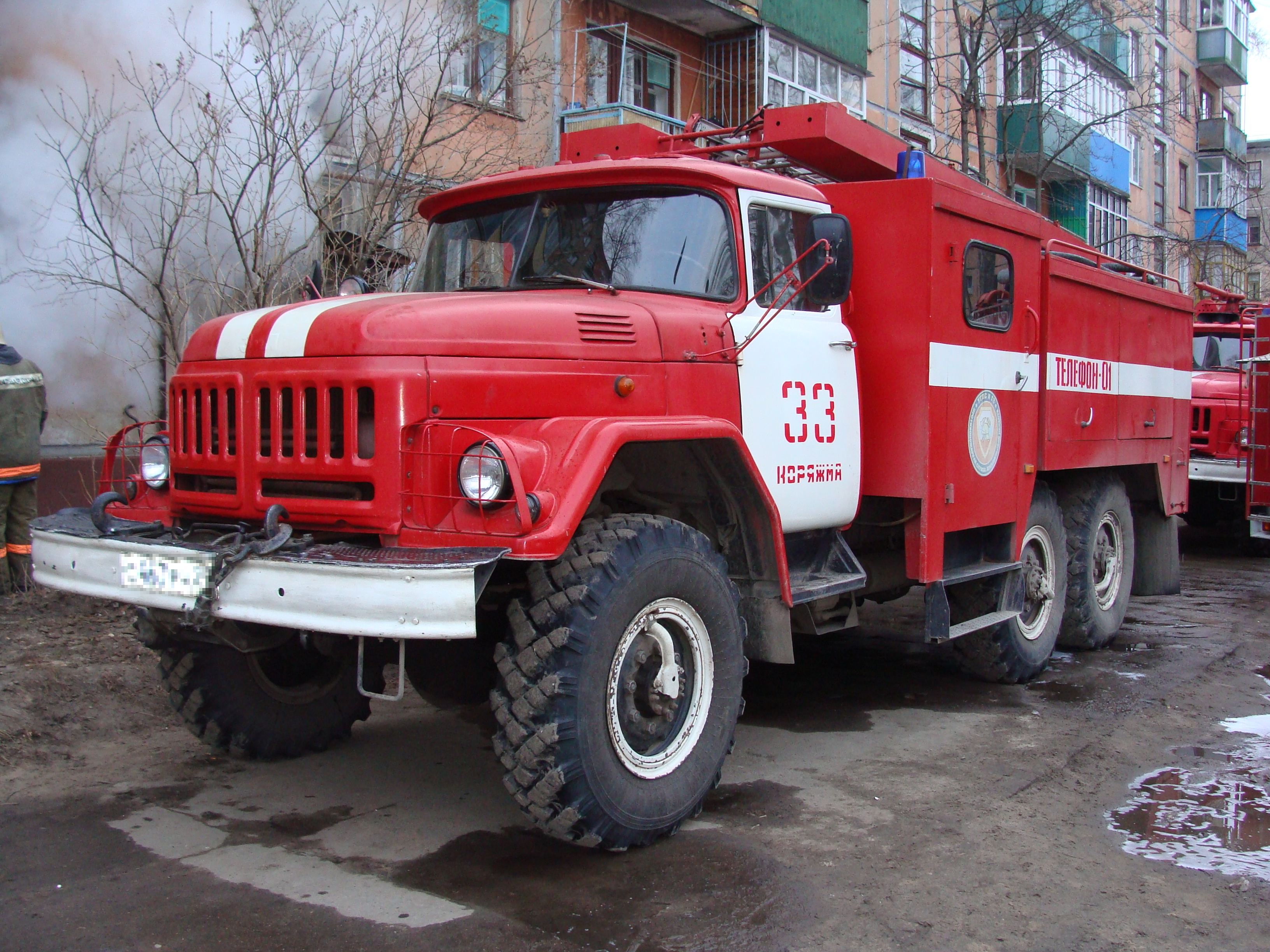
زيل-131 مقرها АЦ-3،0-40 (131) М9-АР-01 سيارة إطفاء
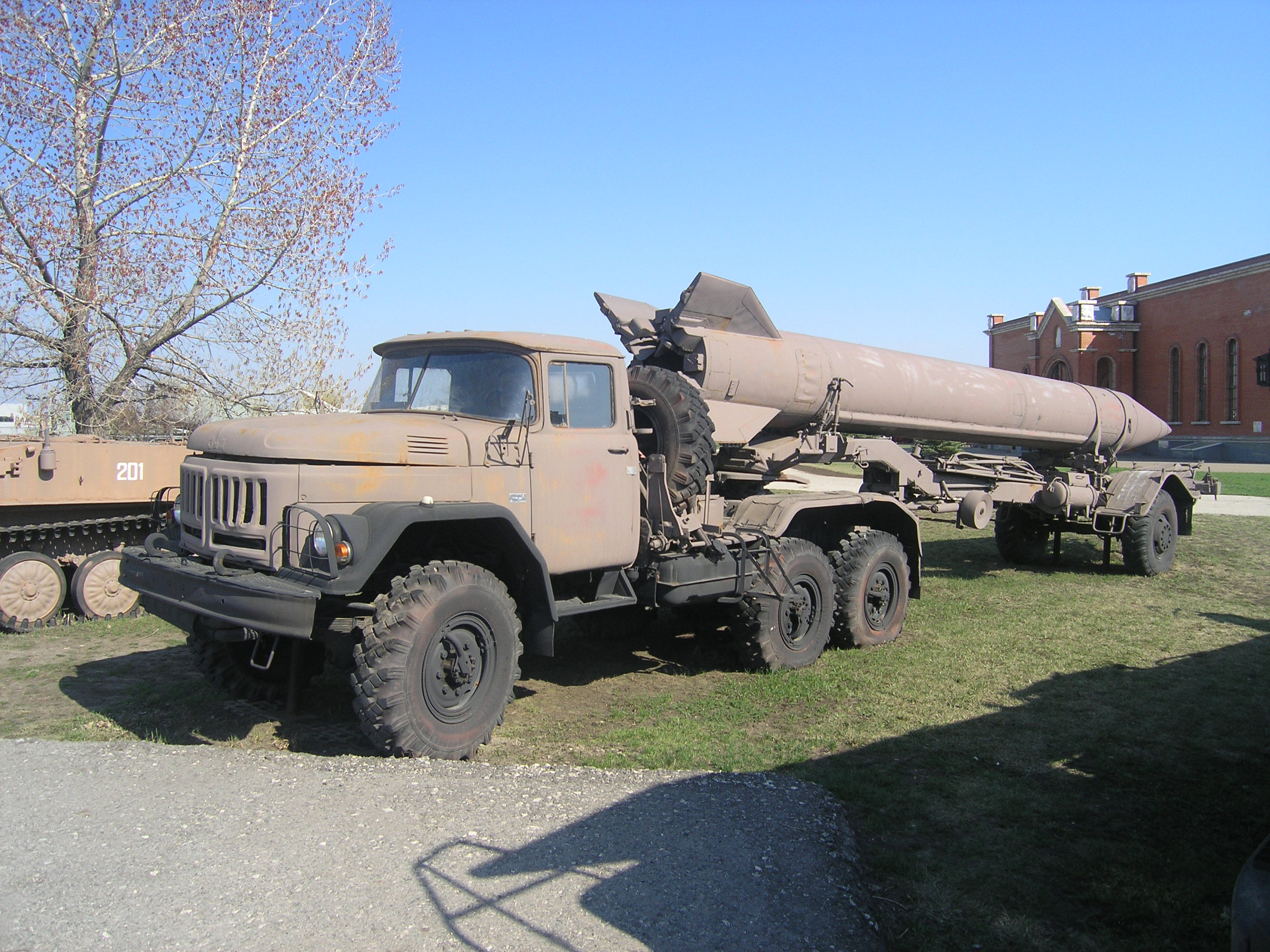
جرار زيل-131 بصاروخ آر-17 إلبروس سكود
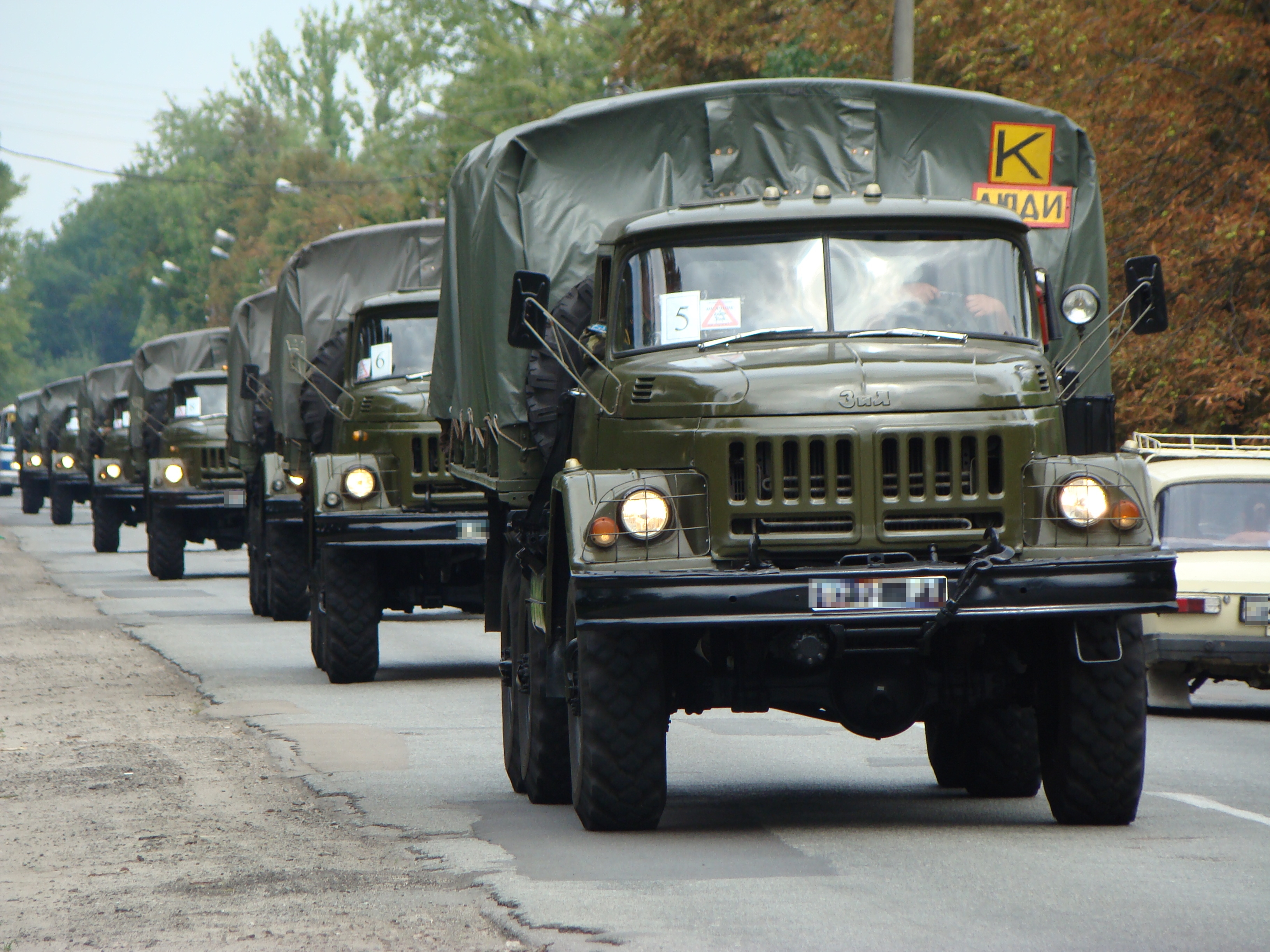
الجيش الأوكراني زيل-131
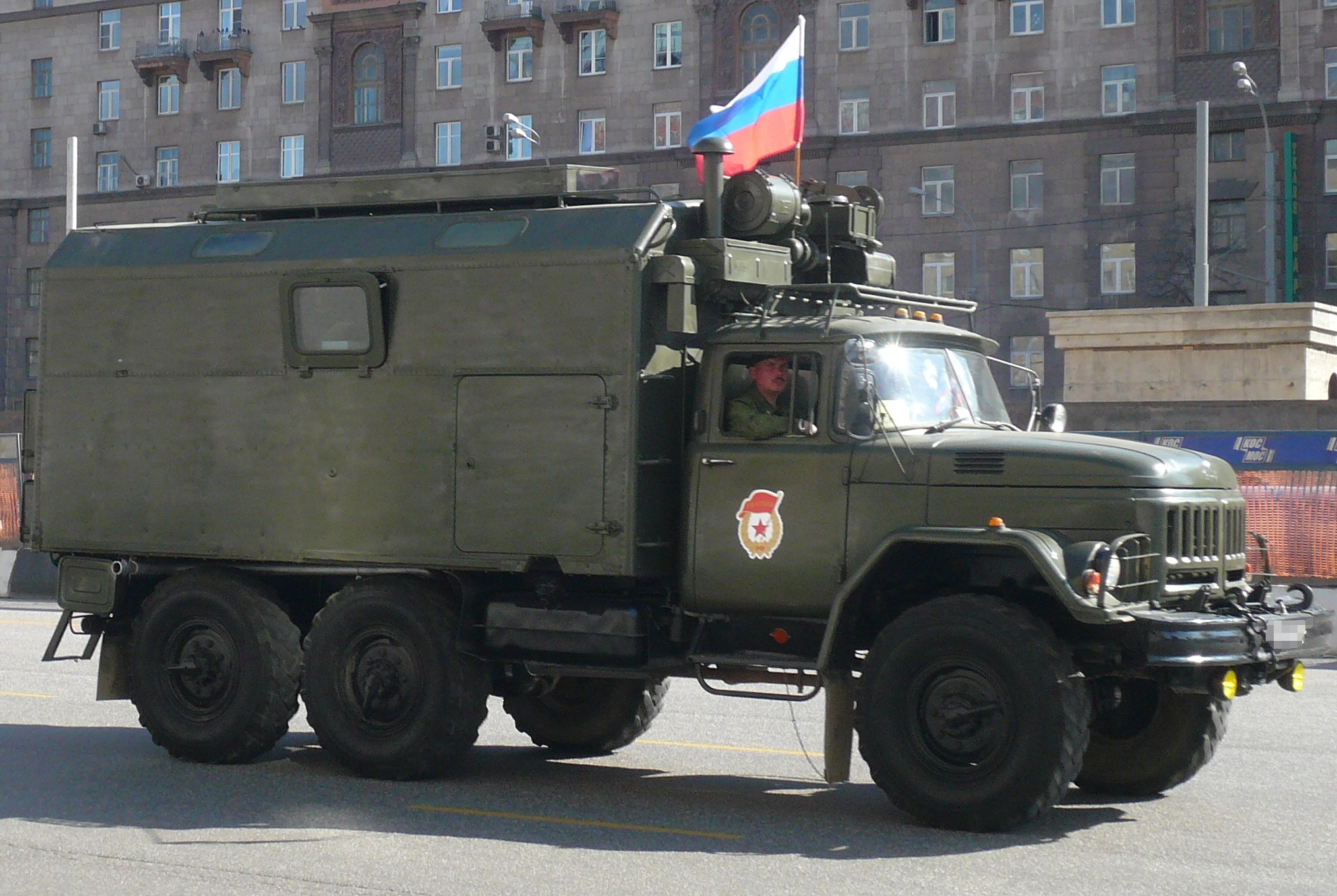
مركز قيادة زيل-131
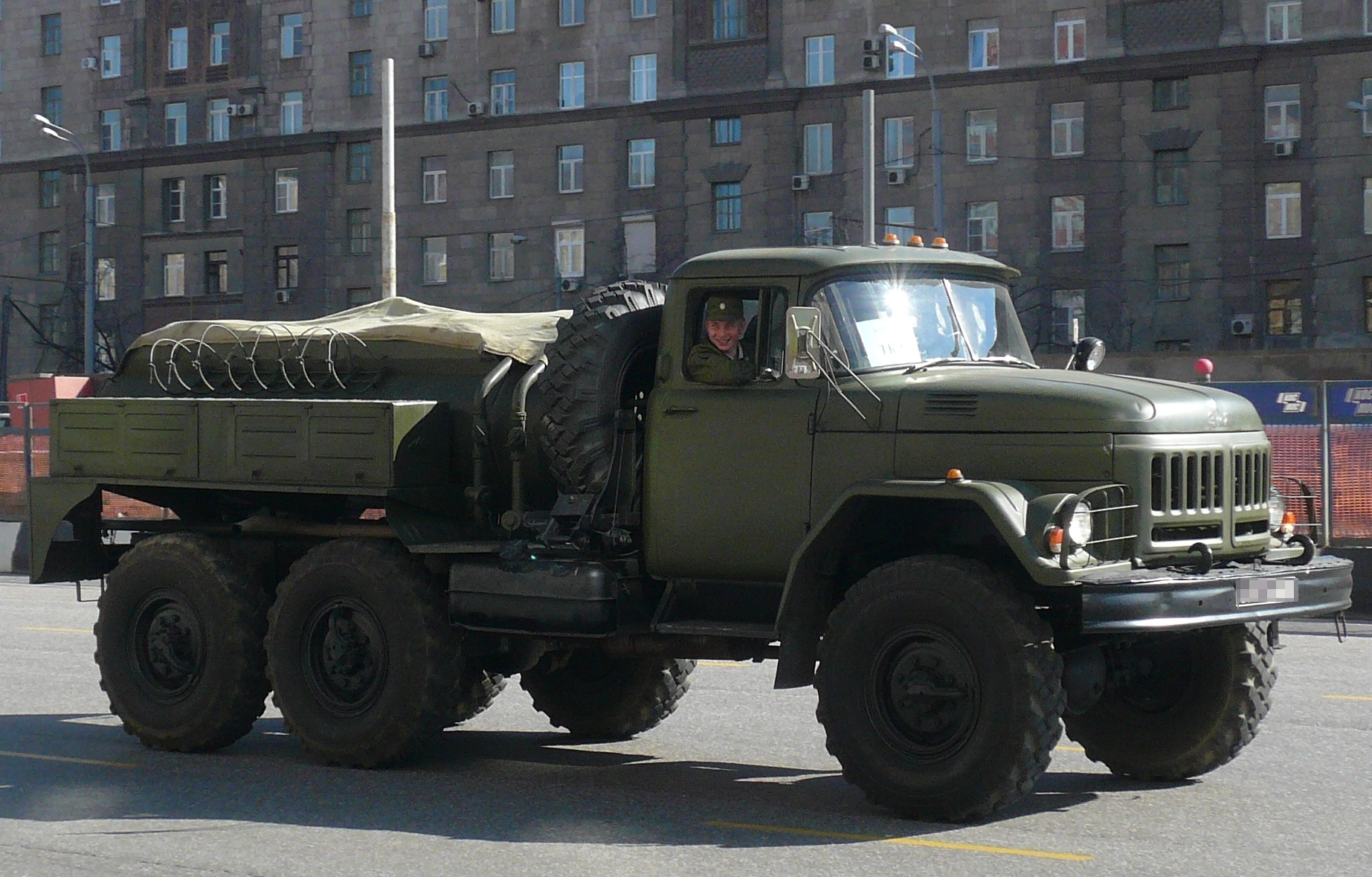
ناقلة زيل-131
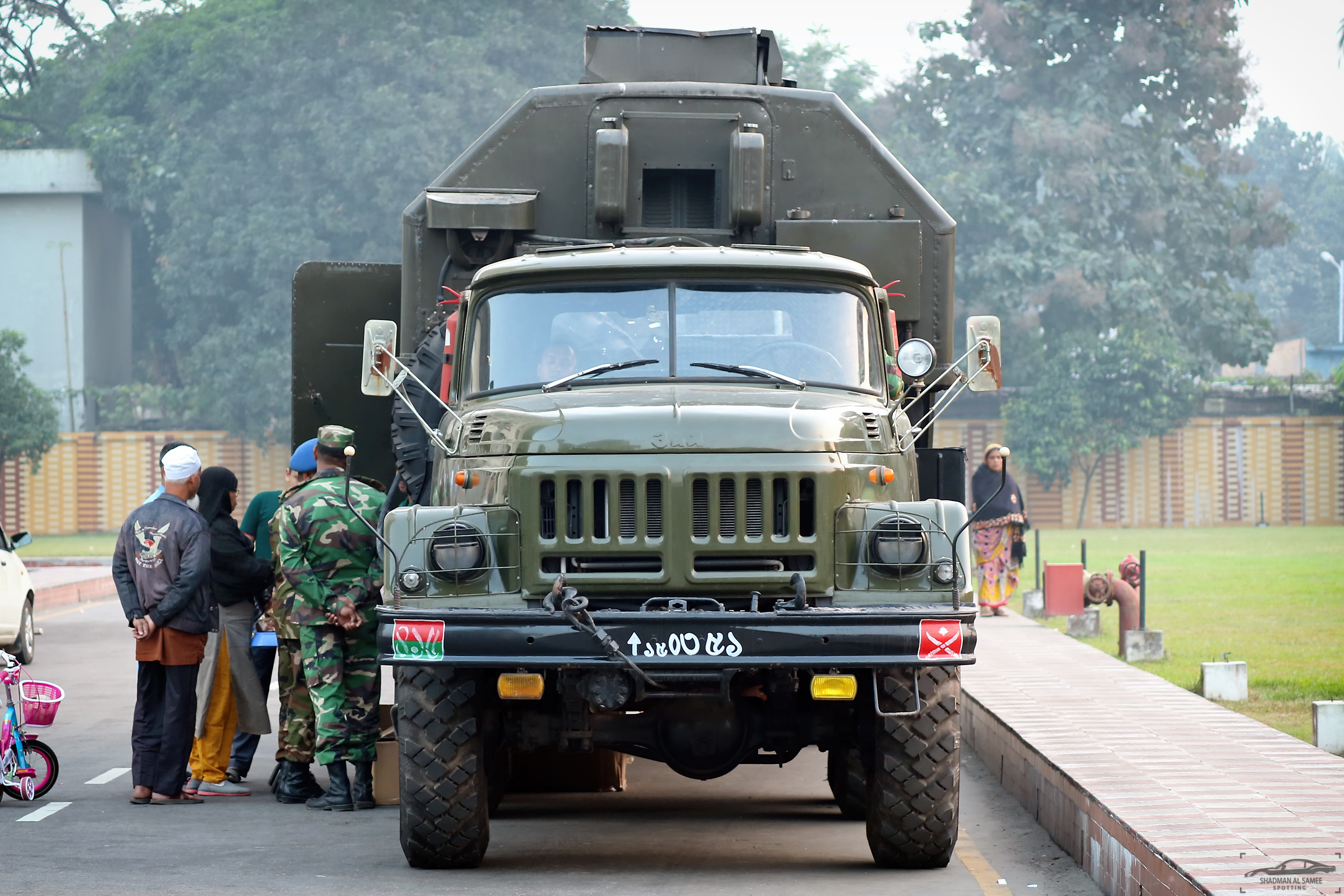
نظام المخابز الميدانية للجيش البنجلاديشي مع زيل-137
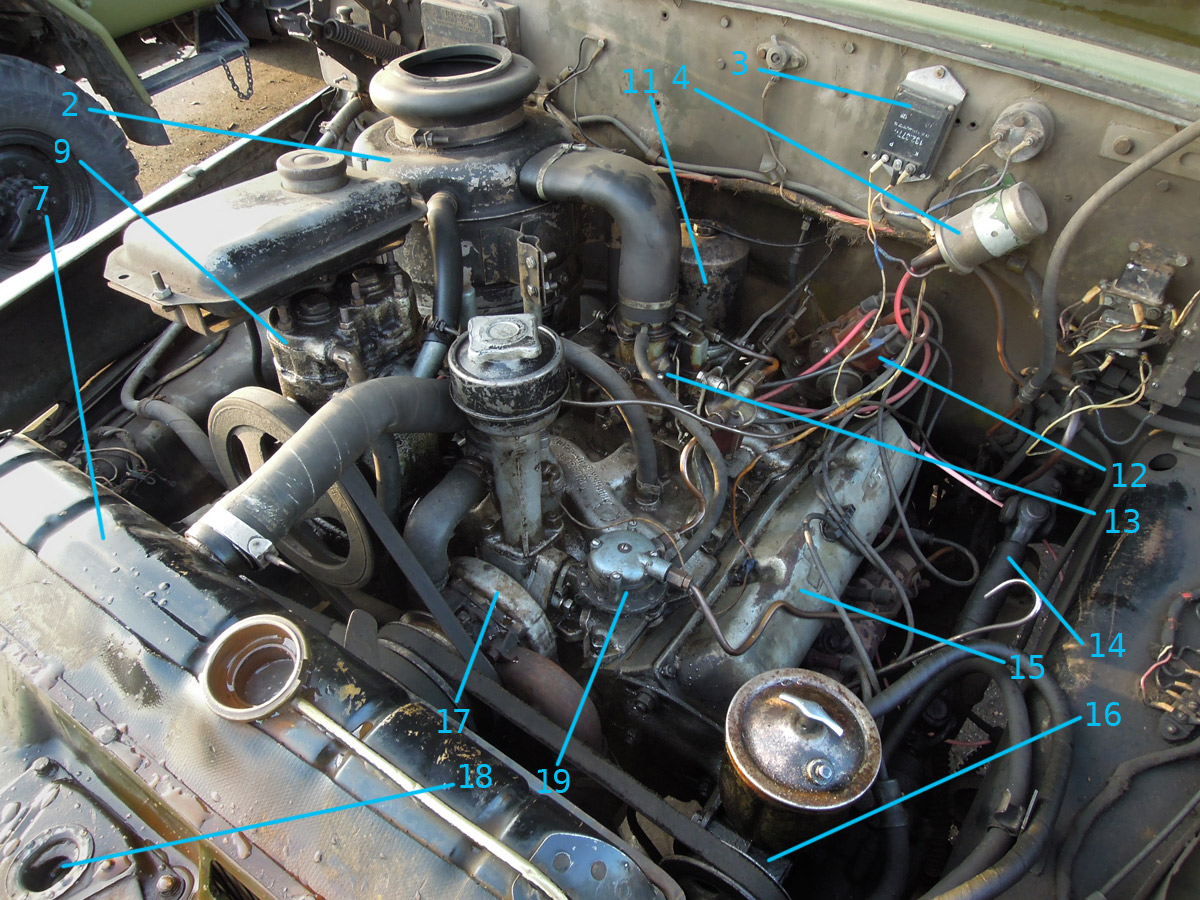
الجانب الأيسر من المحرك
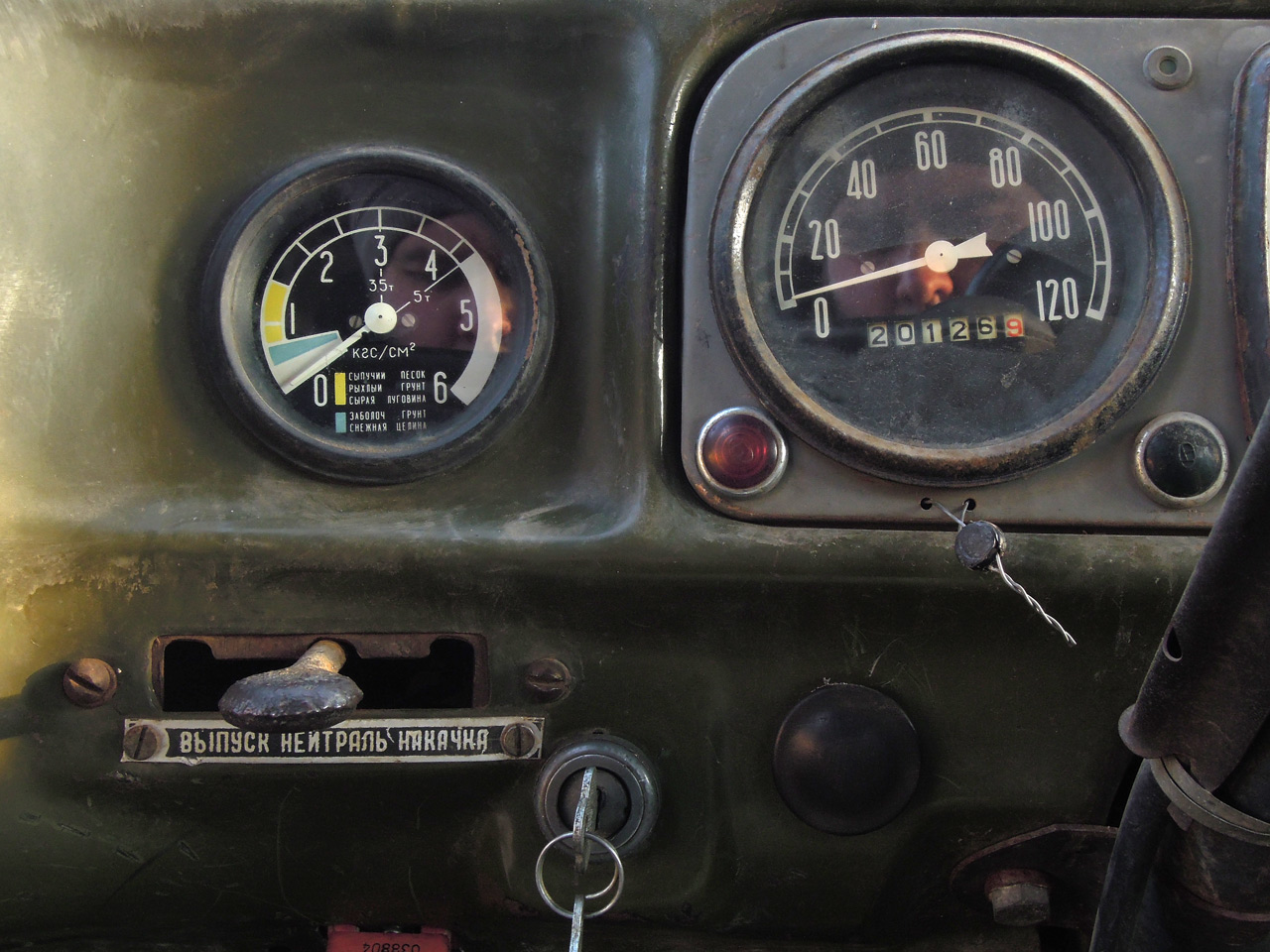
مقياس الضغط وصمام ضغط الإطارات

## روابط خارجية
- مروحة نادي ZIL-131
- موقع إنكليزي للشاحنات العسكرية الروسية
- موقع AMO ZIL الرسمي نسخة محفوظة 3 مايو 2012 على موقع واي باك مشين.
- AMUR-531340 نسخة محفوظة 17 مارس 2012 على موقع واي باك مشين.